# Maggie (film)
Pour les articles homonymes, voir Maggie.
Pour plus de détails, voir Fiche technique et Distribution.
Maggie est un film de zombies américain réalisé par Henry Hobson, sorti en 2015.
Le film a été sélectionné « Special Presentations » au Festival international du film de Toronto 2014.

## Synopsis
Une épidémie mondiale a transformé une partie de la population en zombies. La quarantaine et l'élimination progressive des infectés, ainsi que l'incendie des champs où le virus pourrait demeurer, laissent penser que le pire est passé, mais les ravages de l'épidémie sont considérables et les dangers nombreux. Un père, Wade Vogel, récupère sa fille Maggie à l'hôpital et la garde avec lui. L'adolescente, infectée, se transforme progressivement en zombie.

## Fiche technique
- Titre original : Maggie
- Réalisation : Henry Hobson
- Scénario : John Scott 3
- Direction artistique : Gabor Norman
- Décors : Julie Ziah
- Costumes : Claire Breaux
- Photographie : Lukas Ettlin
- Montage : Jane Rizzo
- Musique : David Wingo
- Production : Matthew Baer, Colin Bates, Trevor Kaufman, Pierre-Ange Le Pogam, Arnold Schwarzenegger et Joey Tufaro
- Sociétés de production : Inferno Entertainment ; Gold Star Films, Lotus Entertainment, Silver Lining Media Group et Silver Reel (coproductions)
- Société de distribution : Lotus Entertainment
- Pays d'origine : États-Unis
- Langue originale : anglais
- Format : couleur — 2,35:1
- Genres : Drame, horreur, thriller
- Dates de sortie :
  -  Canada : septembre 2014 (Festival international du film de Toronto)[1]
  -  États-Unis : 8 mai 2015
  -  France : 27 mai 2015
  -  Suisse : 3 juillet 2015 (Festival international du film fantastique de Neuchâtel 2015)
- Classification CNC : tous publics avec avertissement (visa d'exploitation no 142269 délivré le 26 mai 2015)[2]

## Distribution
- Arnold Schwarzenegger (VF : Daniel Beretta) : Wade Vogel
- Abigail Breslin (VF : Lutèce Ragueneau) : Marguerite "Maggie" Vogel
- Joely Richardson (VF : Déborah Perret) : Caroline
- Aiden Flowers : Bobby
- Carsen Flowers : Molly
- J. D. Evermore (VF : Stéphane Pouplard) : Holt
- Douglas M. Griffin (VF : Patrick Borg) : Ray
- Rachel Whitman Groves (VF : Margot Faure) : Bonnie
- Jodie Moore (VF : Marc Chapiteau) : Dr Vern Kaplan
- Bryce Romero (VF : Julien Crampon) : Trent
- Raeden Greer (VF : Jennifer Fauveau) : Allie
- Mattie Liptak (VF : Maxime Baudouin) : Mason
- David A. Cole (VF : David Krüger) : le docteur
- Wayne Péré (VF : Christian Peythieu) : George Garmen

 Source et légende : version française (VF) sur RS Doublage et le carton de doublage.

## Production

### Audition
La production Inferno Entertainment confie le rôle-titre, en mai 2012, à Chloë Moretz au côté de Paddy Considine dans le rôle de son père. Mais l'actrice l'abandonne à cause de son emploi du temps chargé. Elle est remplacée par Abigail Breslin, en juillet 2013.
Arnold Schwarzenegger est engagé juin 2013 pour remplacer Paddy Considine et coproduit ce film.
En octobre 2013, Joely Richardson signe pour le rôle de Caroline, épouse d'Arnold Schwarzenegger dans le film.

### Tournage
Henry Hobson et son équipe débutent le tournage,  le 23 septembre 2013 à la Nouvelle-Orléans et s'achève le 25 octobre 2013.

## Accueil

### Sorties internationales
Maggie est sélectionné dans la catégorie « Special Presentations » au Festival international du film de Toronto 2014.

## Réception critique
Maggie obtient un accueil critique mitigé lors de sa sortie, toutefois les prestations de Schwarzenegger et Breslin sont saluées,,,,, : il obtient 53% d'avis favorables sur le site Rotten Tomatoes, pour 80 critiques et une moyenne de 5,6⁄10 et un score de 52⁄100 sur le site Metacritic, pour 28 critiques. Le site AlloCiné lui attribue une moyenne de 3⁄5 pour 20 critiques.

### Box-office
Maggie est distribué dans 79 salles aux États-Unis, où il a rapporté 131 175 $ le week-end de sa sortie. Au 21 mai 2015, le long-métrage engrange 187 112 $. En France, le film réalise 100 430 entrées, ce qui est le plus mauvais film de Schwarzenegger, détrônant le film Sabotage qui a totalisé 116 213 entrées.

## Autour du film
De toutes ses prestations au cinéma, ce n'est que la troisième fois qu'Arnold Schwarzenegger apparaît en portant la barbe, après Running Man (1987) et Évasion (2013).
C'est le seul film d'Arnold Schwarzenegger qui n'a pas dépassé le million de dollars de recettes, ce qui en fait le plus gros échec en recettes de l'acteur.

## Distinctions

### Nominations et sélections
- Festival international du film de Toronto 2014 : « Special Presentations »[1]